# دانتي بولي
دانتي بولي (بالإسبانية: Dante Poli)‏ هو لاعب كرة قدم تشيلي في مركز الدفاع، ولد في 15 أغسطس 1976 في أريكا في تشيلي. شارك مع منتخب تشيلي تحت 17 سنة لكرة القدم ومنتخب تشيلي تحت 20 سنة لكرة القدم ومنتخب تشيلي لكرة القدم. أما مع النوادي، فقد لعب مع نادي أونيفرسيداد كاتوليكا ونادي زانثي ونويفا شيكاجو ويونيون إسبانيولا.

## وصلات خارجية
- دانتي بولي على موقع الاتحاد الدولي (مؤرشف)  (الإنجليزية)
- دانتي بولي على موقع قاعدة بيانات كرة القدم.إي يو (الإنجليزية)
- دانتي بولي على موقع ناشيونال فوتبول تيمز (الإنجليزية)
- دانتي بولي على موقع عالم كرة القدم.نت (الإنجليزية)